# Danuta Stępniewska
Danuta Henryka Stępniewska (ur. 10 stycznia?/23 stycznia 1916 w Charkowie, zm. 6 kwietnia 2010 w Warszawie) – bibliotekarka, bibliografka, kierowniczka Biblioteki Naukowej Instytutu Ekonomiki Rolnictwa i Gospodarki Żywnościowej w Warszawie, porucznik Armii Krajowej, uczestniczka powstania warszawskiego.

## Życiorys
Córka Józefa. Po ukończeniu Gimnazjum i Liceum im. Marii Konopnickiej w Warszawie w 1934 r. podjęła studia na Wydziale Humanistycznym Uniwersytetu Warszawskiego, które ukończyła w 1939 r. uzyskując stopień magistra filozofii w zakresie historii. W tym samym roku ukończyła kurs archiwalny zorganizowany przez Archiwum Akt Dawnych w Warszawie. W czasie okupacji prowadziła samodzielnie prywatną wypożyczalnię i odbyła trzyletnią praktykę w Sekcji Wypożyczalni Biblioteki Publicznej w Warszawie. W latach 1939–1941 oraz 1944–1945 pracowała jako wolontariuszka w Biurze Informacyjnym Polskiego Czerwonego Krzyża w Warszawie.
Danuta Stępniewska była żołnierką Armii Krajowej, ps. „Nusia”, „Niusia”, „Ania”. W konspiracji działała od wiosny 1941 r. Rozpoczęła służbę w Związku Walki Zbrojnej /AK w Oddziale II (Wywiad) Komendy Głównej AK jako łączniczka Biura Studiów Przemysłowych (kryptonim „Arka”, „Telesfor”), była też kierowniczką poczty, a od końca 1942 r. do powstania warszawskiego kierowniczką sekretariatu tego Biura, gromadzącego i opracowującego meldunki nadsyłane przez sieć wywiadowczą AK, a dotyczące przede wszystkim niemieckiego przemysłu zbrojeniowego. W okresie od października 1941 r. do lipca 1944 r. przygotowała i przekazała wywiadowi AK przeszło 2500 stron specjalistycznych meldunków, które po zmikrofilmowaniu Komenda Główna AK przekazywała przez kurierów aliantom do Londynu. W powstaniu warszawskim brała udział jako łączniczka w Śródmieściu i na Czerniakowie.

## Praca zawodowa
Od 1948 r. pracowała w Bibliotece Wydziału Ekonomiki Rolnej Państwowego Instytutu Naukowego Gospodarstwa Wiejskiego w Warszawie, przekształconego w 1950 r. w samodzielny Instytut Ekonomiki Rolnej, obecnie Instytut Ekonomiki Rolnictwa i Gospodarki Żywnościowej. Jako kustosz dyplomowany i adiunkt kierowała biblioteką od 1950 r. aż do przejścia na emeryturę w 1978 r. Dzięki jej inicjatywie i pod jej kierownictwem została opracowana trzyczęściowa bibliografia publikacji Instytutu Instytut Ekonomiki Rolnej. Bibliografia za lata 1950–1979. Pracując w Instytucie, także po przejściu na emeryturę, aż do 2003 r. kierowała zespołami, które opracowywały różne bibliografie i spisy bibliograficzne m.in. Kółka rolnicze 1957–1966 (Warszawa 1968), Bibliografia prac polskich z zakresu ekonomiki rolnictwa i gospodarki żywnościowej 1971–1980 („Zagadnienia Ekonomiki Rolnej” 1986, nr 4).
Równolegle z pracą zawodową od 1948 r. pracowała społecznie w różnych strukturach Stowarzyszenia Bibliotekarzy Polskich. W latach 1959–1966 pełniła funkcję sekretarza redakcji czasopisma „Bibliotekarz”. Od czerwca 1979 r. była członkinią Zespołu Historyczno-Pamiętnikarskiego przy Oddziale Warszawskim SBP, pełniąc funkcję sekretarza aż do 2003 r. Była członkinią Kolegium Redakcyjnego serii wydawniczej SBP „Bibliotekarze Polscy we Wspomnieniach Współczesnych”.
Po 1989 r. włączyła się w prace mające na celu udokumentowanie działalności polskiego wywiadu w latach 1939–1945. Aktywnie uczestniczyła w działalności kombatanckiej jako członkini Koła Komendy Głównej AK w Światowym Związku Żołnierzy AK oraz członkini Klubu Historycznego im. gen. Stefana Roweckiego „Grota”. Była też członkinią Rady Honorowej Budowy Muzeum Powstania Warszawskiego.
Zmarła 6 kwietnia 2010 r. i została pochowana w grobie rodzinnym na Starych Powązkach, kwatera 204, rząd 4, grób 25.

## Wybrane publikacje
- Instytut Ekonomiki Rolnej. Bibliografia 1950–1965. [Przy udziale Zofii Kosińskiej]. Warszawa: Państwowe Wydawnictwo Rolnicze i Leśne 1966,
- Instytut Ekonomiki Rolnej. Bibliografia 1966–1974. Warszawa: IER 1975,
- Maria Cecylia Czarnowska (1906–2001). W: Zasłużeni dla Stowarzyszenia Bibliotekarzy Polskich. Warszawa: SBP, 2005, s. 35–45 (Bibliotekarze Polscy we Wspomnieniach Współczesnych; t. 9) ISBN 83-89316-43-9,
- Sampolska Wanda (1906–2004) – filar bibliotek rolniczych. W: Bibliotekarze bibliotek specjalnych. Warszawa: SBP 2007, s. 84–89 (Bibliotekarze Polscy we Wspomnieniach Współczesnych; t. 10) ISBN 978-83-89316-86-8 [współautor Jadwiga Ratus],
- Zofia Warczygłowa-Piotrowska (1914–2006) – wicedyrektor Biblioteki Głównej Szkoły Głównej Gospodarstwa Wiejskiego. W: Bibliotekarze bibliotek specjalnych. Warszawa: SBP 2007, s. 90–97 (Bibliotekarze Polscy we Wspomnieniach Współczesnych; t. 10) ISBN 978-83-89316-86-8 [współautor Jadwiga Gutowska],
- Biogramy: Jadwigi Dąbrowskiej, Heleny Drzażdżyńskiej, Ewy Pawlikowskiej, Elżbiety Widerszalowej, współautorka biogramów Aliny Łasiewickiej i Antoniego Żabko-Potapowicza. W: Słownik pracowników książki polskiej. Suplement II. Warszawa: SBP 2000 ISBN 83-87629-45-6,
- O pracy Biura Studiów Przemysłowo-Gospodarczych Oddziału II Komendy Głównej ZWZ/AK. „Kombatant”, 2000, nr 1/2,
- Odnalezione materiały Biura Studiów Przemysłowych. „Kombatant”, 2000, nr 11,
- Rakiety V1 i V2. O pracy Biura Studiów Przemysłowo-Gospodarczych. „Kombatant” 2000, nr 1/2,
- Wspomnienia. W: Meldunki miesięczne wywiadu przemysłowego KG ZWZ/AK 1941–1944. [przygotował do wydania Andrzej Glass]. Warszawa: Naczelna Dyrekcja Archiwów Państwowych 2000,
- Dokumenty polskiego wywiadu przemysłowego ZWZ/AK są już w Archiwum Akt Nowych. „Kombatant” 2001, nr 9,
- Meldunki miesięczne wywiadu przemysłowego KG ZWZ/AK 1941–1944. Aneks: Szefowie, kierownicy i współpracownicy Biura Studiów Wywiadu Przemysłowego Oddziału II KG ZWZ/AK. Warszawa: Naczelna Dyrekcja Archiwów Państwowych 2010[9].

## Odznaczenia
Za zasługi wojenne
- Złoty Krzyż Zasługi z Mieczami (nr DK-9113/W z 20.06.1972),
- Krzyż Armii Krajowej,
- Medal Wojska (trzykrotnie),
- Odznaki: „Akcja Burza” (nr I-22-4957) i „Weteran Walk o Niepodległość",

Za pracę zawodową i społeczną
- Srebrny Krzyż Zasługi „za zasługi w pracy zawodowej w dziedzinie rolnictwa” (nr 249156 z 22.07.1954)[10],
- Złoty Krzyż Zasługi (nr 1009-75-11 z 21.05.1975),
- Krzyż Kawalerski Orderu Odrodzenia Polski (nr 1221-80-17),
- Krzyż Oficerski Orderu Odrodzenia Polski „za wybitne zasługi dla niepodległości Rzeczypospolitej Polskiej, za działalność na rzecz społeczności kombatanckiej” (nr 283-99-3)[1],
- Krzyż Komandorski Orderu Odrodzenia Polski „za wybitne zasługi dla niepodległości Rzeczypospolitej Polskiej, za działalność kombatancką i społeczną” (nr 86-2006-8)[11],
- Odznaka Honorowa Stowarzyszenia Bibliotekarzy Polskich,
- Medal SBP „W Dowód Uznania”[2].